# Raop
Raop ist das erste Studioalbum des deutschen Rappers Cro. Es erschien am 6. Juli 2012 über das Hip-Hop-Label Chimperator Productions und wird von Groove Attack vertrieben. Raop stieg auf Platz 1 der deutschen und österreichischen Album-Charts ein.

## Hintergrund
Cro arbeitete eineinhalb Monate an seinem Debütalbum. Die Veröffentlichung wurde Mitte April bekannt gegeben. Als Titel wurde der Begriff „Raop“ ausgewählt, den Cro zur Beschreibung seiner musikalischen Stilrichtung entwickelt hatte. Dabei handele es sich laut Aussage des Rappers um „eine Mischung aus Rap und Pop“. Am 24. Mai wurde erstmals das Cover des Albums präsentiert.

## Titelliste
1. Intro – 2:46
2. King of Raop – 3:09
3. Easy – 2:52
4. Geile Welt – 2:50
5. Du – 2:54
6. Wie ich bin – 3:11
7. Meine Zeit – 3:07
8. Nie mehr – 3:04
9. Jeder Tag – 2:56
10. Genauso – 3:25
11. Einmal um die Welt – 2:22
12. Wir waren hier – 2:24
13. Ein Teil – 2:55
14. Hässlich (Bonus-Titel der Premium Edition) – 2:58
15. Papa schüttelt seinen Kopf (Bonus-Titel der Premium Edition) – 3:06
16. Meine Zeit (Jopez-Remix) (Bonus-Titel der Premium Edition) – 3:27
17. Easy (Guido-Craveiro-Reggae-Remix) (Bonus-Titel der Premium Edition) – 3:37
18. Wir waren hier (Budget-Remix) (Bonus-Titel der Premium Edition) – 2:12
19. Meine Zeit (Kaas-, Maeckes- und Peerless-Remix) (Bonus-Titel der Premium Edition) – 2:52

## Versionen
Raop wurde in verschiedenen Versionen veröffentlicht. Neben der dreizehn Stücke umfassenden Standard Edition erschienen auch eine Premium Edition und eine Limited Panda Banda Deluxe Edition. Dabei enthält die Premium Edition zusätzliche sechs Bonus-Titel sowie eine DVD unter dem Titel „Road To Raop“. Auf der DVD wird Cros Werdegang beleuchtet und Aufnahmen von Konzerten oder dem Videodreh zu Easy präsentiert. Die Limited Panda Banda Deluxe Edition besteht aus dem Inhalt der Premium Edition, einer weiteren CD, die die Instrumental-Versionen der Stücke enthält und einem Aufnäher. Die Limited Version von Amazon enthält zusätzlich einen Playbutton, auf welchem das Album gespeichert ist, außerdem enthält diese ein anderes T-Shirt.

## Produktion
Raop wurde zu einem Großteil von Cro selber produziert. Während der Rapper für seine vorangegangenen Mixtapes des Öfteren auf Samples zurückgegriffen hatte, musste er für das Album weitestgehend auf die Verwendung von Ausschnitten anderer Songs verzichten. Die Ursache dafür war der kurze Produktionsprozess, der dazu führte, dass keine Zeit verblieb, die Rechte für die Nutzung der Samples einzuholen. Cro passte seine Arbeitsweise an, in dem er die Melodien selber einspielte.

## Vermarktung

### Singles
Drei Stücke des Albums wurden als Singles ausgekoppelt. Diese erschienen an drei aufeinanderfolgenden Tagen. Am 29. Juni 2012 wurde das Lied Du, am 30. Juni King of Raop und am 1. Juli Meine Zeit veröffentlicht. Zu den einzelnen Stücken wurden auch Videos gedreht. So erschien am 28. Juni zur ersten Single Du ein Video auf dem Musik-Internetfernsehsender tape.tv. Es folgte ein Video zu King of Raop, das von der Stuttgarter Firma Formzwei gedreht worden war. Das Video zu Meine Zeit wurde von der Redaktion des Hip-Hop-Magazins Juice realisiert. Dazu wurden unter anderem Aufnahmen auf der Dachterrasse des Labels Chimperator Productions gedreht.
Am 2. November 2012 wurde zusätzlich Einmal um die Welt als CD-Single veröffentlicht. Der Song erreichte daraufhin Platz 8 in den deutschen Charts und wurde Cros dritter Top-10-Hit. In Österreich erreichte die Single am 4. Januar die Nummer 1.

### Tournee
Vor der Veröffentlichung des Albums begann Cro eine Tournee unter dem Titel „Road to Raop Festival Tour“, bei der er Auftritte bei verschiedenen Festivals absolviert. Diese begann am 5. Mai 2012 mit einem Konzert beim Surfweltcup. Es folgten unter anderem Auftritte bei Rock im Park, Rock am Ring, Touch the Air, Splash! und HipHop Open. Die Konzert-Reihe endete am 22. September 2012.

## Rezensionen
| Professionelle Bewertungen | Professionelle Bewertungen |
| -------------------------- | -------------------------- |
| Kritiken                   |                            |
| Quelle                     | Bewertung                  |
| laut.de                    | [ 13 ]                     |
| Musikexpress               | [ 14 ]                     |
| Hiphop.de                  | [ 15 ]                     |
| Plattentests.de            | [ 16 ]                     |
| Rap.de                     | [ 17 ]                     |
| Hiphop-jam.net             | [ 18 ]                     |

Cros Musik erfuhr bereits vor Veröffentlichung seines Albums eine breite Rezeption. Durch den Erfolg seines Songs Easy wurde eine Vielzahl von Artikeln zu dem Rapper veröffentlicht. Darin wird Cro als prominentester Vertreter einer „neuen Reimgeneration“ bezeichnet. Spiegel Online sieht in Cros gutgelauntem Stil den Gegenentwurf „zu den Gewaltphantasien und Gangsterposen aus Berlin, die den deutschen HipHop-Mainstream lange Zeit bestimmt haben.“ Der Journalist Marcus Staiger verglich in diesem Zuge die Entwicklung des Genres mit den periodischen Schwankungen des Schweinezyklus.
Die E-Zine Laut.de vergab drei von möglichen fünf Punkten an Raop. In der von Simon Langemann verfassten Kritik werden etwa die „abwechslungsreichen, in sich stimmigen Instrumentals“ lobend hervorgehoben. Auch der melodische Gesang, den der Rapper ergänzend verwendet, wird positiv erwähnt. In einigen Liedern wie Ein Teil stoße Cro gesanglich jedoch „an seine Grenzen.“ Des Weiteren bedauert Langemann, dass der Rapper seine Doubletime-Fähigkeit „nur im gelungenen ‚Intro‘“ präsentiere. Negativ bewertet werden die „hedonistischen“ Texte des Albums. Diese langweilen zu einem Großteil und zeichnen durch „Eindimensionalität“ aus. Zusammenfassend erfülle Cro die Erwartungen und öffne sich mit „denkbar einfachen Mitteln“ „seine ganz eigene Nische in der deutschen Popwelt.“
Auch Oliver Marquart vergab für Rap.de sechs von möglichen zehn Bewertungspunkten an Cros Debütalbum. Der Redakteur charakterisiert Raop als „Mittelstandsmusik reinsten Wassers.“ Cro schaffe „sich und seinen Zuhörern mit seiner Musik eine Welt im Idealzustand“ und treffe mit seinen Texten „das Lebensgefühl eines bestimmten, nicht unerheblichen Teils der deutschen Jugend.“ Marquart attestiert sowohl den Hooklines als auch den Instrumentals des Albums Eingängigkeit. Zudem findet er Lob für die Doubletime-Strophen des Intros, die er sich als „Rapfan“ häufiger gewünscht hätte.
Kontroverse um Bravo Hiphop Special
Anfang Juni 2012 veröffentlichte die Redaktion der Jugendzeitschrift Bravo Hiphop Special eine Rezension zu Raop, im Zuge derer das Album mit zwei von möglichen fünf Punkten bewertet worden war. Damit erhielt die Veröffentlichung die schlechteste Wertung der Ausgabe. In der Begründung schrieb die Redaktion: „Zu oft klingt Cro wie eine neue Version der Fantastischen 4. Ziemlich enttäuschend nach dem großen Hype um ‚Easy‘. Chance vertan!“ Sebastian Schweizer, Gründer von Chimperator Productions erklärte daraufhin, dass die Redaktion des Magazins das Album nicht gehört habe und somit keine Bewertung vornehmen könne. Weder sein Label noch der Vertrieb Groove Attack hätten die Bravo Hiphop Special bemustert.

## Kommerzieller Erfolg

### Chartplatzierungen
Raop konnte in Deutschland direkt auf Platz eins der Albumcharts und Independentcharts einsteigen. Auch in Österreich konnte das Album die höchste Position erreichen. In der Schweiz belegte Cro mit seinem Debütalbum Position sieben. 2012 platzierte sich das Album auf Rang neun der deutschen Album-Jahrescharts, auf Rang zwei der deutschen Newcomer-Jahrescharts sowie auf Rang fünf der deutschen Independent-Jahrescharts. 2013 platzierte sich das Album erneut in den Jahresendwertungen und erreichte dabei Rang 26 der deutschen Album-Jahrescharts sowie Rang fünf der deutschen Independent-Jahrescharts. In den österreichischen Jahrescharts von 2013 belegte das Album Rang 28, in der Schweiz Rang 84.  2022 erreichte das Album nochmals Rang zwei der deutschen Albumcharts, nachdem es als LP neu aufgelegt wurde. In diesem Zug platzierte sich Raop auch erstmals an der Chartspitze der 2015 eingeführten Hip-Hop-Charts sowie der Vinylcharts. Insgesamt hielt sich das Album 231 Wochen in den deutschen Albumcharts, womit es zu den am längsten platzierten Alben zählt.
| ChartsChartplatzierungen | Höchstplatzierung | Wochen |
| ------------------------ | ----------------- | ------ |
| Deutschland (GfK)        | 1 (… Wo.)         | …      |
| Österreich (Ö3)          | 1 (… Wo.)         | …      |
| Schweiz (IFPI)           | 7 (… Wo.)         | …      |

| ChartsJahrescharts (2012) | Platzierung |
| ------------------------- | ----------- |
| Deutschland (GfK)         | 9           |
| Österreich (Ö3)           | 15          |
| Schweiz (IFPI)            | 58          |

| ChartsJahrescharts (2013) | Platzierung |
| ------------------------- | ----------- |
| Deutschland (GfK)         | 26          |
| Österreich (Ö3)           | 28          |
| Schweiz (IFPI)            | 84          |

| ChartsJahrescharts (2022) | Platzierung |
| ------------------------- | ----------- |
| Deutschland (GfK)         | 24          |
| Österreich (Ö3)           | 15          |

| ChartsJahrescharts (2023) | Platzierung |
| ------------------------- | ----------- |
| Deutschland (GfK)         | 37          |
| Österreich (Ö3)           | 18          |
| Schweiz (IFPI)            | 47          |

| ChartsJahrescharts (2024) | Platzierung |
| ------------------------- | ----------- |
| Deutschland (GfK)         | 26          |
| Österreich (Ö3)           | 18          |
| Schweiz (IFPI)            | 30          |

Die Singles Du, King of Raop und Meine Zeit stiegen in die deutschen Singlecharts ein. Du erreichte direkt Platz zwei, King of Raop positionierte sich auf Rang 24 und Meine Zeit konnte auf Position 31 einsteigen. Da zeitgleich die Songs Easy und Hi Kids in den Charts vertreten waren, belegte Cro in der 28. Kalenderwoche 2012 fünf Platzierungen in den deutschen Singlecharts. In der darauf folgenden Woche stiegen darüber hinaus die Lieder Einmal um die Welt auf Position 35, Ein Teil auf Platz 95 und Nie mehr auf Rang 98 in die Charts ein, womit der Rapper insgesamt acht Songs gleichzeitig in der Hitparade platzieren konnte. Anfang Oktober 2012 erreichte Easy Platin-Status in Deutschland sowie Gold-Status in Österreich und der Schweiz. Die Singles Du und Einmal um die Welt wurden in Deutschland ebenfalls mit Platin ausgezeichnet.

### Auszeichnungen für Musikverkäufe
Nach Angaben von Chimperator Productions wurden über 60.000 Exemplare des Albums in der ersten Woche verkauft. Nach zwei Verkaufswochen erreichte Raop Goldstatus in Deutschland. Bis Anfang Oktober 2012 wurden in Deutschland über 200.000 Einheiten von Raop verkauft, sodass es eine Platinauszeichnung erhielt. Ende 2013 wurde der Tonträger schließlich für mehr als 500.000 verkaufte Exemplare mit 5-fach Gold ausgezeichnet. Des Weiteren erreichte Cros Album Goldstatus in Österreich. 2024 erhielt es für mehr als 700.000 Verkäufe in Deutschland siebenfachen Goldstatus und zählt damit zu den meistverkauften Rapalben des Landes.
| Land/Region        | Auszeichnungen für Musikverkäufe (Land/Region, Auszeichnung, Verkäufe) | Verkäufe |
| ------------------ | ---------------------------------------------------------------------- | -------- |
| Deutschland (BVMI) | 7× Gold                                                                | 700.000  |
| Österreich (IFPI)  | Platin                                                                 | 15.000   |
| Schweiz (IFPI)     | Gold                                                                   | 15.000   |
| Insgesamt          | 2× Gold · 4× Platin ·                                                  | 730.000  |

## Raop +5
Am 5. Juli 2013 erschien eine neue Version des Albums mit fünf zusätzlichen Liedern unter dem Titel Raop +5.

### Inhalt
Raop +5 enthält neben den 15 Songs der Premium-Edition von Raop zusätzlich die Stücke Whatever, Chillin, Bei dir, Ab jetzt und Wie du.

### Titelliste
| Professionelle Bewertungen | Professionelle Bewertungen |
| -------------------------- | -------------------------- |
| Kritiken                   |                            |
| Quelle                     | Bewertung                  |
| laut.de                    | [ 56 ]                     |

1. Intro – 2:46
2. King of Raop – 3:09
3. Easy – 2:52
4. Geile Welt – 2:50
5. Du – 2:54
6. Wie ich bin – 3:11
7. Meine Zeit – 3:07
8. Nie mehr – 3:04
9. Jeder Tag – 2:56
10. Genauso – 3:25
11. Einmal um die Welt – 2:22
12. Wir waren hier – 2:24
13. Ein Teil – 2:55
14. Hässlich – 2:58
15. Papa schüttelt seinen Kopf – 3:06
16. Whatever – 3:11
17. Chillin – 4:32
18. Bei dir – 2:19
19. Ab jetzt – 2:49
20. Wie du – 2:32

### Chartplatzierungen und Singles
Im Zuge der Veröffentlichung von Raop +5 stieg Raop (die Verkäufe beider Versionen wurden zusammen gerechnet) auf Platz 6 in den deutschen Charts.
Als Single wurde das Lied Whatever veröffentlicht, das als erster Cro-Track Rang 1 der deutschen Charts erreichen konnte und für 300.000 verkaufte Exemplare eine Platin-Schallplatte erhielt. Auch das Lied Wie du konnte sich aufgrund hoher Download-Zahlen auf Rang 59 in den deutschen Charts platzieren.